# Нумгаудис, Дайнюс
Дайнюс Нумгаудис (лит. Dainius Numgaudis; род. 21 мая 1966, Клайпеда) — литовский педагог, дипломат, историк по образованию, бывший генеральный консул Литовской Республики в Санкт-Петербурге (в 2015—2020 г.). В настоящее время — директор литовской Национальной школы искусств имени М.К. Чюрлёниса.

## Биография
Дайнюс Нумгаудис родился 21 мая 1966 года в Клайпеде. В 1984 году окончил 7-ю среднюю школу Клайпеды.
В 1991 году с отличием окончил факультет истории и педагогики Вильнюсского государственного педагогического института (ныне — Академия просвещения университета Витовта Великого). Pаботал учителем истории, с 1991 года был заместителем директора гимназии «Габийос». В 1993 году был назначен директором Университетской школы Вильнюсского педагогического университета, а в 1996 году — директором Национального экзамeнационного центра Министерства образования и науки Литвы. 
С 1997 года работал на руководящих должностях в Министерстве образования и науки Литвы — секретарём (с 1997 года), государственным секретарём (в 2002—2009 годах) и канцлером министерства (в 2009—2015 годах).
В 1997—2015 годах состоял в национальной комиссии ЮНЕСКО, а в 2001—2015 годах входил в состав Государственной двухсторонней комиссии правительства Литовской Республики и правительства Российской Федерации.
28 августа 2015 года Дайнюс Нумгаудис был назначен генеральным консулом Литвы в Санкт-Петербурге, обязанности исполнял до августа 2020 г.
С ноября 2020 г. — руководитель Национальной школы искусств имени М.К. Чюрлёниса.